# نویل هیز
نویل هیز (انگلیسی: Neville Hayes؛ زادهٔ ۲ دسامبر ۱۹۴۳) شناگر اهل استرالیا بود.
وی در مسابقات کشوری و بین‌المللی در مجموع برندهٔ ۴ مدال نقره شده‌است.